# 초급자를 위한 이태리어
초급자를 위한 이태리어(Italiensk For Begyndere, Italian For Beginners)는 덴마크에서 제작된 론 쉐르픽 감독의 2000년 코미디, 드라마, 멜로/로맨스 영화이다. 아나스 W. 베틀슨 등이 주연으로 출연하였고 입 타르디니 등이 제작에 참여하였다.

## 출연

### 주연
- 아나스 W. 베틀슨

### 조연
- 아네테 스토벨바엑
- 피터 간츨러
- 엘제베스 스틴토프트
- 카렌 리즈 마인스터
- 벤트 메이딩
- 제스퍼 크리스텐슨

## 제작진
- Line PD: 카렌 벤존